# Novaja Tsjara
Novaja Tsjara (Russisch: Новая Чара; "Nieuw-Tsjara") is een nederzetting met stedelijk karakter in het district Kalar van de Russische kraj Transbaikal. De plaats telt ruim 3500 inwoners (2020) en ligt aan een treinstation van de BAM.

## Geografie
De plaats ligt in de (Boven-)Tsjaralaagte, nabij de bergketen Kodar. Novaja Tsjara ligt op de linkeroever van de rivier Niroengnakan, 2 kilometer van de monding daarvan in de rivier de Tsjara. Novaja Tsjara ligt hemelsbreed op ongeveer 600 kilometer ten noordoosten van Tsjita en op 18 kilometer ten zuiden van het districtscentrum Tsjara.
Langs de Niroengnakan groeit een sparren-Chosenia-bos met bomen die hoogten tussen de 25 en 30 meter kunnen bereiken en voor het gebied bijzondere planten zoals Clematis ochotensis, Ribes dikuscha en Siberische lijsterbes groeien. Dit gebied is daarom sinds 1983 beschermd.

## Geschiedenis
De plaats ontstond in 1979 bij de aanleg van de BAM voor de huisvesting van de spoorarbeiders, die uit de Kazachse SSR kwamen. Het bouwbedrijf heette KazachBAMStroj. Een aantal delen van het spoortracé stond onder leiding van de vrijwilligers van de Komsomol. In 1980 werd er een spoorbrug aangelegd en werden een kleuterschool, lagere school, ziekenhuis en een slaapzaal gebouwd. In 1983 werd het treinstation gebouwd en arriveerde de eerste werktrein. Dat jaar werd ook gestart met de bouw van voorzieningen zoals een sporthal, middelbare school en een hotel. Ook werden de eerste woonflats van 5 verdiepingen gebouwd. In 1988 werd het reguliere spoorvervoer opgestart vanuit Tynda en in 1989 vanuit Severobajkalsk. De voltooiing van de BAM viel samen met de economische crisis met het uiteenvallen van de Sovjet-Unie, waarop ongeveer de helft van de bevolking de plaats weer verliet.

## Economie
Novaja Tsjara is in de eerste plaats een treinstation aan de BAM. Hierbij bevindt zich een locomotiefloods en een spooronderhoudsbedrijf. 6 kilometer ten westen van de plaats ligt een 276 meter lange spoorbrug over de Tsjara.
Rond de plaats zijn echter enorme ertslagen gevonden, waardoor de plaats de potentie heeft om uit te groeien tot een centrum voor de mijnbouw. Tussen 1998 en 2001 werd een 72 kilometer lange spooraftakking gebouwd vanaf de BAM (66 kilometer vanaf Novaja Tsjara) naar de mijn Tsjinejskoje of Tsjina, de zeldzame-aardmetaalmijn Katoeginskoje, de ijzerertsmijn Soeloematskoje en de grote antracietafzettingen in Tsjitkanda. De Tsjinejskoje-mijn ligt bij de grootste titaniumafzetting van Rusland en de grootste vanadiumafzetting ter wereld. In de vanadiumafzetting bevinden zich ook nevenproducten zoals nikkel, kobalt, platina, palladium, rodium, iridium, zilver en goud.
Ook wordt er ijzererts gewonnen. De mijn ligt echter op een hoogte van meer dan 2000 meter en omdat het spoor aanvankelijk slecht onderhouden werd en bovendien beschadigd raakte door aardverschuivingen, was in 2008 slechts 26 kilometer van deze aftakking in gebruik. De rest van de afstand moest met vrachtwagens worden overbrugd. Sindsdien is een programma in werking gesteld om de spoorlijn te herstellen. Ongeveer 30 kilometer ten zuiden van de plaats wordt de Oedokanmijn ontwikkeld bij de grootste koperafzettingen van Rusland. Ongeveer 15 kilometer ten zuidwesten wordt onderzoek gedaan naar de winbaarheid van de zilver- en koperafzetting Oenkoer.
Novaja Tsjara vormt een uitvalsbasis voor wandeltochten in het Kodargebergte en excursies naar de Tsjarazanden.

## Bevolkingsontwikkeling
| Demografische ontwikkeling van de plaats tussen 1989 en 2020 |
| ------------------------------------------------------------ |
|                                                              |
| ■ Volkstelling ■ Schatting                                   |

Bestuurlijk centrum: Novaja Tsjara

Ikabja · Kjoest-Kemda · Koeanda · Neljaty · Oedokan · Tsjapo-Ologo · Tsjara